# Noah Williams
Noah Williams (Camden Town, 15 maggio 2000) è un tuffatore britannico, specializzato nella piattaforma.

## Biografia
È allenato da David Jenkins, tecnico del Dive London Aquatics Club.
Ha rappresentato la Gran Bretagna ai Campionati europei di tuffi di Kiev 2017, vincendo con Matthew Dixon la medaglia di bronzo nel concorso dei tuffi dalla piattaforma 10 metri sincro.
Ha gareggiato per la nazionale inglese ai Giochi del Commonwealth di Gold Coast 2018 dove, in coppia con il compagno di nazionale Matthew Dixon, ha vinto la medaglia di argento nel concorso dei tuffi dalla piattaforma 10 metri sincro, chiudendo alle spalle dei connazionali Tom Daley e Daniel Goodfellow. Nel concorso della piattaforma 10 metri individuale è giunto quarto, terminando la gara dietro l'australiano Domonic Bedggood, al connazionale Matthew Dixon e al canadese Vincent Riendeau.
Nel 2019, Williams partecipa ai mondiali di Gwangju: nella gara individuale dalla piattaforma, termina al 10º posto nella finale con 440,95 punti. Nel sincro della piattaforma dai 10 metri, con Robyn Birch, ottiene il 4º posto.
Negli europei di Kiev, Williams riesce a confermare la medaglia nel sincro assieme a Matthew Dixon, ottenendo il bronzo; nei 10 metri sincro dalla piattaforma, guadagna la medaglia d'argento con Eden Cheng. Nell'evento a squadre misto, assieme a Cheng, Torrance e Harding, si aggiudica la medaglia di bronzo alle spalle di Germania e Russia.
Agli europei di Budapest del 2021, si classifica al 5º posto nella gara individuale dalla piattaforma, riuscendo però a toccare quota 480 punti in una gara ufficiale per la prima volta (480,65). Nella gara di sincro misti dai 10 metri, vince la medaglia d'argento assieme ad Andrea Spendolini-Sirieix. 
A Tokyo 2020, Williams prende parte alla sua prima gara olimpica nella piattaforma 10 metri individuale: tuttavia, racimolando soltanto 309,55 punti, non riesce a qualificarsi alle semifinale, terminando 27° nei preliminari. Nel 2024 sale sul secondo gradino del podio nel sincro 10 metri alle Olimpiadi di Parigi e conquista il bronzo nella gara individuale dai 10 metri. 

## Palmarès
| Anno                                  | Manifestazione          | Sede       | Evento            | Risultato | Prestazione | Note |
| ------------------------------------- | ----------------------- | ---------- | ----------------- | --------- | ----------- | ---- |
| In rappresentanza della Gran Bretagna |                         |            |                   |           |             |      |
| 2017                                  | Europei                 | Rostock    | Sincro 10 m       | Bronzo    | 388,05 p.   |      |
| 2018                                  | Europei                 | Glasgow    | Sincro 10 m       | Argento   | 399,90 p.   |      |
| 2019                                  | Mondiali                | Gwangju    | Piattaforma 10 m  | 10º       | 440,95 p.   |      |
| 2019                                  | Mondiali                | Gwangju    | Sincro 10 m misti | 4º        | 285,18 p.   |      |
| 2019                                  | Europei                 | Kiev       | Piattaforma 10 m  | 9º        | 402,65 p.   |      |
| 2019                                  | Europei                 | Kiev       | Sincro 10 m       | Bronzo    | 412,56 p.   |      |
| 2019                                  | Europei                 | Kiev       | Sincro 10 m misti | Argento   | 303,60 p.   |      |
| 2019                                  | Europei                 | Kiev       | Squadra mista     | Bronzo    | 392,00 p.   |      |
| 2021                                  | Europei                 | Budapest   | Piattaforma 10 m  | 5º        | 480,65 p.   |      |
| 2021                                  | Europei                 | Budapest   | Sincro 10 m misti | Argento   | 307,32 p.   |      |
| 2021                                  | Europei                 | Budapest   | Squadra mista     | 4º        | 383,40 p.   |      |
| 2021                                  | Giochi olimpici         | Tokyo      | Piattaforma 10 m  | 27º P     | 309,55 p.   |      |
| 2022                                  | Mondiali                | Budapest   | Piattaforma 10 m  | 5º        | 479,05 p.   |      |
| 2022                                  | Mondiali                | Budapest   | Sincro 10 m       | Argento   | 427,71 p.   |      |
| 2022                                  | Europei                 | Roma       | Piattaforma 10 m  | Argento   | 459,00 p.   |      |
| 2022                                  | Europei                 | Roma       | Squadra mista     | Bronzo    | 384,70 p.   |      |
| 2023                                  | Mondiali                | Fukuoka    | Piattaforma 10 m  | 4º        | 499,10 p.   |      |
| 2023                                  | Mondiali                | Fukuoka    | Sincro 10 m       | 4º        | 419,82 p.   |      |
| 2024                                  | Mondiali                | Doha       | Piattaforma 10 m  | 7º        | 479,05 p.   |      |
| 2024                                  | Mondiali                | Doha       | Sincro 10 m       | Argento   | 422,57 p.   |      |
| 2024                                  | Giochi olimpici         | Parigi     | Piattaforma 10 m  | Bronzo    | 497,35 p.   |      |
| 2024                                  | Giochi olimpici         | Parigi     | Sincro 10 m       | Argento   | 463,44 p.   |      |
| In rappresentanza dell' Inghilterra   |                         |            |                   |           |             |      |
| 2018                                  | Giochi del Commonwealth | Gold Coast | Piattaforma 10 m  | 4º        | 405,85 p.   |      |
| 2018                                  | Giochi del Commonwealth | Gold Coast | Sincro 10 m       | Argento   | 399,99 p.   |      |
| 2022                                  | Giochi del Commonwealth | Birmingham | Piattaforma 10 m  | 7º        | 408,90 p.   |      |
| 2022                                  | Giochi del Commonwealth | Birmingham | Sincro 10 m       | Oro       | 429,78 p.   |      |
| 2022                                  | Giochi del Commonwealth | Birmingham | Sincro 10 m misti | Oro       | 333,06 p.   |      |